# Chloé Willhelm
Chloé Willhelm, née le 8 juillet 1989 à Saint-Priest-en-Jarez, est une nageuse synchronisée française.

## Biographie
En 2004, elle rejoint le pôle France de l'INSEP.
En 2012, elle participe pour la première fois aux Jeux olympiques, et termine dixième avec sa duettiste Sara Labrousse.

## Carrière
- Jeux Olympiques :
  - Londres 2012: 10e en duo

- Championnats du monde :
  - Melbourne 2007 : 6e en combiné, 11e par équipes[3]
  - Rome 2009 : 7e en solo, 7e par équipes[3]
  - Shanghai 2011 : 8e en duo technique, 9e en duo libre et 8e par équipes technique et libre[3]

- Championnats d'Europe :
  - Eindhoven 2008 : 5e par équipes et combiné[3]
  - Budapest 2010 : 5e par équipes et 6e en duo[3]
  - Eindhoven 2012 :  6e en duo et 4e par équipes[3]

- Championnats de France :
  - 2008 : 1re en solo[3]
  - 2009 : 1re en solo[3]